# Freddy Zäch
Alfred "Freddy" Zäch (efternamnet ofta stavat Zach), född den 2 augusti 1909 i Oberriet, död den 4 april 1997, var en schweizisk bancyklist som var specialist på sexdagarslopp och vann fem stycken sådana under karriären på 1930-talet – samtliga i Nordamerika.

## Meriter
1931/1932
Vinnare av Vancouvers sexdagars (jul.) med Lew Elder
3:a i Montréals sexdagars (okt.) med Horace Horder
1932/1933
2:a i Clevelands sexdagars (jan.) med Xavier Van Slembroeck
3:a i Vancouvers sexdagars (aug.) med Harry Davies
3:a i Saint Louis sexdagars (feb.) med Otto Petri
1933/1934
Vinnare av Clevelands sexdagars (jan.) med William Peden
3:a i Montréals sexdagars (apr.) med Reginald McNamara
3:a i Detroits sexdagars (sep.) med Archie Bollaert
3:a i Minneapolis sexdagars (nov.) med Harry Horan
1934/1935
3:a i Clevelands sexdagars (nov.) med Jimmy Walthour och Charles Winter
3:a i Torontos sexdagars (apr./maj) med Fred Spencer
1936/1937
Vinnare av Detroits sexdagars (okt.) med Fred Ottevaire
Vinnare av Des Moines sexdagars (nov./dec.) med Cecil Yates
Vinnare av Minneapolis sexdagars (dec.) med Fred Ottevaire
2:a i San Franciscos sexdagars (jan.) med Eddy Testa
2:a i Oaklands sexdagars (feb.) med Jerry Rodman
1937/1938
3:a i Indianapolis sexdagars (apr.) med Piet van Kempen